# Keisha White
Keisha White (Londra, 31 marzo 1988) è una cantante britannica.

## Biografia
All'età di 14 anni, Keisha White è stata invitata ad esibirsi di fronte ai dirigenti musicali della Warner Bros. Records. Ha eseguito If You Should Lose a Good Thing di Aretha Franklin impressionando l'etichetta ed ottenendo un contratto discografico. Il 15 marzo 2004 ha pubblicato il suo singolo di debutto, Watcha Gonna Do, dopo aver supportato in tournée il gruppo R&B Mis-Teeq. Ha inoltre interpretato la colonna sonora della serie televisiva The Story of Tracy Beaker della CBC, brano incluso come lato B del suo primo singolo.
Il secondo singolo Don't Care Who Knows, uscito nel 2005, ha visto la collaborazione del rapper statunitense Cassidy e ha raggiunto la 29ª posizione della Official Singles Chart. Il 7 marzo del medesimo anno è stato pubblicato il suo primo album in studio, intitolato White Seventeen, promosso dal secondo singolo estratto Don't Fool a Woman in Love, piazzatosi 90 nel Regno Unito. A inizio 2006 è stato estratto come singolo The Weakeness in Me, una cover dell'omonimo singolo di Joan Armatrading che è arrivata alla 17ª posizione nella classifica britannica.
Il 19 giugno 2006 la cantante ha pubblicato il secondo singolo estratto dal secondo album, Don't Mistake Me, scritto dagli Absolute e Tracy Ackerman, che ha raggiunto il 48º posto nel Regno Unito e che è stato incluso in un episodio della terza stagione di Grey's Anatomy. Il secondo album Out of My Hands è stato pubblicato il 3 luglio 2006, composto da tutti i brani dei Seventeen e diversi inediti, piazzatosi 55º nella Official Albums Chart.
I Choose Life è stato estratto a settembre 2006 come terzo singolo dell'album; si tratta di una cover della canzone di Céline Dion Ain't Gonna Look the Other Way ed ha raggiunto la 63ª posizione in madrepatria. Ai MOBO Awards 2006 è stata candidata nella categoria Miglior artista femminile britannica, perdendo contro Corinne Bailey Rae.

## Discografia

### Album in studio
- 2005 – Seventeen
- 2006 - Out of My Hands

### Singoli

#### Come artista principale
- 2004 – Watcha Gonna Do
- 2005 – Don't Care Who Knows (feat. Cassidy)
- 2005 – Don't Fool a Woman in Love
- 2006 – The Weakness in Me
- 2006 – Don't Mistake Me
- 2006 – I Choose Life
- 2010 – Wrong N Right
- 2012 – Butterflies

#### Come artista ospite
- 2003 – The Harder They Come (Paul Oakenfold feat. Keisha White)
- 2003 – Bigger Better Deal (Desert Eagle Discs feat. Keisha White)